# 부여 오덕사 괘불탱
부여 오덕사 괘불탱(扶餘 五德寺 掛佛幀)은 대한민국 충청남도 부여군 오덕사에 있는 조선시대의 탱화이다. 2002년 7월 2일 대한민국의 보물 제1339호로 지정되었다.

## 개요
1768년에 조성된 이 괘불은 석가모니 본존불을 중심으로 아미타불(阿彌陀佛)과 약사불(藥師佛)의 삼세불(三世佛), 10대제자, 범천(梵天)과 제석(帝釋), 사천왕상(四天王像), 신중(神衆)들이 협시하고 있는 군도 형식이다.
채색은 18세기의 특징인 강렬한 적색에서 벗어나 주홍색이 많이 쓰였고, 금채·밝은 녹색·분홍·청색 등의 중간톤으로 밝은 분위기를 보여준다.
이 괘불탱은 본존불은 큼직하게 묘사하고 아미타불과 약사불과 사천왕상은 중간 크기, 상단의 권속들은 아주 작게 묘사하여 변화를 준 구도이다. 상단은 오색광문 아래 밀집된 권속들로, 하단은 사천왕상 만을 배치한 여유있는 구성을 보이고 있다. 다소 하체가 길어지긴 했지만 꽃가지를 든 본존불의 형식 및 아미타불과 약사불이 협시한 삼세불의 도상 연구에 귀중한 자료이다.

## 같이 보기
- 오덕사
- 탱화

## 참고 자료
- 부여 오덕사 괘불탱 - 국가유산청 국가유산포털